# Scary Kids Scaring Kids
Scary Kids Scaring Kids es una banda de post-hardcore, fundada en Gilbert, Arizona, Estados Unidos. La banda comenzó el 2002 y se disolvió a inicios del 2010. En 2019, el grupo se reunió para una gira de reunión de aniversario de 15 años en enero de 2020 y dieron señales de futuros planes de reunión.

## Historia

### Inicios
La banda se formó por Tyson Stevens, Chad Crawford, DJ Wilson, Steve Kirby, Pouyan Afkary y Peter Costa, así se grabó el EP After Dark en el 2003, antes de terminar la escuela secundaria. After Dark fue relanzado al mercado vía Immortal Records en el 2005. 
Debido a que la falta de tiempo y las diversas obligaciones casi provocan la separación de la banda, decidieron dedicarse tiempo completo a la música. Es así que pidiendo diversos préstamos e incluso trabajando en negocios de lavado de autos pudieron financiar pequeñas giras.
El 28 de junio de 2005, Immortal lanzó el primer álbum de la banda titulado The City Sleeps In FLames.
Dicho trabajo discográfico produjo además tres videos musicales para las canciones "The Only Medicine", "My Darkest Hour" y "The City Sleeps in Flames"la cual da el nombre al disco.
Asimismo, la canción "The World as We Know It" hace referencia en la letra a la película 28 Days Later (28 Días Después). 

### Álbum homónimo
Scary Kids Scaring Kids fue publicado el 28 de agosto de 2007 y producido por Don Gilmore (quien ha trabajado con bandas como Dashboard Confessional, Escape The Fate, Linkin Park, Good Charlotte, etc.) fue el resultado de todo el esfuerzo y dedicación que la banda puso en el proceso de grabación a pesar de haber pasado casi todo el año de gira en gira.
La banda deseaba lograr un trabajo que reflejara una composición trabajada cuyas canciones mantuviesen una conexión entre ellas en vez de parecer canciones puestas juntas al azar. Esto se hace evidente mediante el uso de trancisiones entre las canciones, un preludio y un interludio , así como referencias a lo largo del disco a canciones previas en el álbum.
Según la banda, las letras en el álbum significan una búsqueda de la verdad en su forma más orgánica. “ Se trata sobre alcanzar profunfidad, mirar hacia adentro y sacar el verdadero yo, quien realmente eres,” explica Pouyan. Pouyan, quien es haitiano americano, se encuentra en tratamiento debido a que recientemente se le diagnosticó cáncer al recto.
En enero de 2008 la banda recibió el premio Libby de PETA  por ser los nuevos miembros más destacados de la asociación sin fines de lucro. Scary Kids Scaring Kids recibió dicho galardón por su trabajo en la campaña PETA's 'I Am Not A Nugget'( No soy un Nugget)en la cual se pronunciaron en contra de KFC.
Scary Kids dejó Immortal Records poco antes que dicha empresa colapsara, mudándose a RCA Records. Durante su gira de otoño junto a Anberlin, Straylight Run, y There For Tomorrow, la banda anunció que se prepara para trabajar en su tercer álbum de estudio al concluir la gira. Se especula que la fecha de lanzamiento sea en verano de 2009. Asimismo, se espera mantenga la variedad de sonidos que parece ser ya una característica dentro del estilo musical de la banda.
Scary Kids Scaring Kids participó en el Warped Tour 2009.
A inicios del 2010 la banda se separó.

## Miembros
- Tyson Stevens - voces (2002 - 2009 / 2009 - 2010) / bajo (2002 - 2004)
- Chad Crawford - guitarra rítmica, coros (2002 - 2010)
- Pouyan Afkary - sintetizador, teclados, programación, coros (2002 - 2010)
- Steve Kirby - guitarra principal (2002 - 2010)
- DJ Wilson - bajo (2004 - 2010) / guitarra rítmica (2002 – 2004)
- Dylan Smith - batería, percusión (2010)

### Miembros pasados
- James Ethridge - batería, percusión (2007 - 2009)
- Justin Salter - batería, percusión (2005 - 2007)
- Peter Costa - batería, percusión (2003 - 2005)

### Miembros de apoyo
- Craig Mabbitt - voces (2009)
- Brandon Bolmer - voces (2009)
- Tanner Wayne - batería, percusión (2009 - 2010)

## Discografía

### LP
- The City Sleeps in Flames (2005)
- Scary Kids Scaring Kids (2007)

### Singles
| Año               | Título                      | Álbum                     |
| ----------------- | --------------------------- | ------------------------- |
| 2005              | "The Only Medicine"         | The City Sleeps In Flames |
| 2006              | "The City Sleeps In Flames" | The City Sleeps In Flames |
| "My Darkest Hour" |                             | The City Sleeps In Flames |
| 2007              | "Faces"                     | Scary Kids Scaring Kids   |
| "Snake Devil"     |                             | Scary Kids Scaring Kids   |
| "The Deep End"    |                             | Scary Kids Scaring Kids   |